# رعاه شخص آخر
«رعاه شخص آخر» (بالإنجليزية: Raised by Another)‏ هي الحلقة العاشرة من الموسم الأول من المسلسل الدرامي الأمريكي لوست. تم بثها لأول مرة في 1 ديسمبر 2004، على شركة الإذاعة الأمريكية (ABC). كانت الحلقة من إخراج ماريتا جرابياك وكتبتها لين إ. ليت، وكانت الحلقة الأولى التي تكشف عن خلفية كلير ليتلتون (إميلي دي رافين). كما مثلت تحولًا عن قصص لوست السابقة من خلال كونها واحدة من أول من أكد على الميثولوجيا في المسلسل - وهو القرار الذي جعل الشبكة متوترة في ذلك الوقت.
في هذه الحلقة، تضمن الفلاشباك قصة حمل كلير. التي يتركها حبيبها عندما رفض تربية طفلهما، قررت كلير الذهاب إلى وكالة التبني اعتقادًا منها بأنها لن تستطيع تربيته بمفردها. تزور كلير وسيط روحي (نيك جيمسون) يحذرها من مستقبل خطير لطفلها الذي لم يولد بعد إذا لم تقم بتربيته بنفسها. في الوقت الحاضر، تعاني كلير من كوابيس مرعبة وتبدأ في الشك في أن شخصًا ما يحاول إيذاء طفلها الذي تحمله. على الجانب الآخر، قرر هيرلي (خورخي جارسيا) بدء إحصاء لجميع الناجين.
تشير حلقة «رعاه شخص آخر» إلى الكشف عن أن إيثان (ويليام مابوثر) ليس من بين الناجين المتبقين من رحلة أوشيانيك 815 وبدلاً من ذلك هو دخيل، وكشف أنه أحد الآخرين الذين ألمح إليهم في الحلقة السابقة. أشاد معلقو التلفزيون بالمشهد الأخير الذي شاركت فيه كلير وتشارلي (دومينيك موناغان) عندما اقترب منهم إيثان.

## القصة

### الفلاشباك
تقوم كلير ليتلتون بإجراء اختبار الحمل بمساعدة صديقها توماس (كير أودونيل)، وكان إيجابي. يؤكد لها توماس أن كل شيء سيكون على ما يرام وأنهما سيكونان أبوين صالحين. تذهب كلير إلى وسيط روحي، ريتشارد مالكين (نيك جيمسون)، الذي يعلم أنها حامل. بعد لمس يدها، أصبحت لديه رؤية وأصبح منزعجًا، لكنه يرفض إخبار كلير بما «رآه». في وقت لاحق، أخبر توماس كلير أنه سيتركها، قائلاً إنه ليس مستعدًا لتحمل مسؤولية طفل.
تعود كلير إلى الوسيط الروحي وتطلب منه قراءة أخرى. يعلم ريتشارد أن توماس تركها ويقول إن كلير يجب أن تربي الطفل بنفسها، وإذا رباه شخص آخر، فسيكون الطفل في خطر. على الرغم من أن الوسيط الروحي أخبر كلير مرارًا وتكرارًا ألا تتخلى عن الطفل، إلا أنها تخبره بأنها ذاهبة إلى وكالة خدمات التبني. كلير كانت على وشك التوقيع على أوراق حتى يتمكن زوجان من تبني طفلها، لكن جميع الأقلام التي حاولت التوقيع بهم لم يعملوا. بعد أن فكرت كلير، تركت وكالة التبني وتوجهت إلى الوسيط الروحي. أعطاها 6000 دولار وتذكرة في رحلة أوشيانيك 815، موضحًا أن زوجين في لوس أنجلوس سيتبنون الطفل ويعطونها 6000 دولار إضافية. في البداية كانت كلير متشككة بشأن إعطاء طفلها لغرباء في لوس أنجلوس، لكن ريتشارد أكد لها «أنهم ليسوا غرباء» وأنهم «أناس طيبون». على الرغم من أن كلير وجدت في البداية أن هذا التغيير في القلب يدعو للشك، إلا أنها تقبل ذلك.

### على الجزيرة
إنه اليوم الخامس عشر، السادس من أكتوبر 2004، تستيقظ كلير من كوابيس ليلتين متتاليتين وهي تصرخ. في الأولى، تستيقظ كلير لتجد نفسها لم تعد حاملًا، حيث دخلت الغابة وتواجه جون لوك (تيري أوكوين) على طاولة، وهو يلعب الورق. سألته عن سبب وجوده هناك، لكن لوك قاطعها قائلاً لها «لقد كان مسؤوليتك، لكنك تخليت عنه يا كلير. الجميع يدفع الثمن الآن». ينظر لوك بعين واحدة بيضاء وعين سوداء. تسمع بكاء وتجد سرير طفل. بعد أن كشفت عن غطاء السرير، غطست يديها في بركة من الدم ثم استيقظت وهي تصرخ. جرحت يديها من خلال حفر أظافرها بعمق في باطن يديها. في الحلم الثاني، يمسك أحدهم بكلير ويحقن شيئًا في بطنها، رغم أنه لا يترك أثر جرح.
يقنع هجوم كلير هوغو "هيرلي" رييس (خورخي غارسيا) بإجراء إحصاء للناجين للحصول على فكرة واضحة عمن يقيم بالفعل على الجزيرة. في اليوم التالي، أثناء إجراء الإحصاء، تحدث هيرلي إلى إيثان روم (ويليام مابوثر)، الذي يبدو أنه قلق بشأن إعطاء معلوماته إلى هيرلي. اقترح جاك شيبارد (ماثيو فوكس) على كلير أنها تخيلت الهجوم وقدم لها مهدئًا. تنزعج كلير لأن جاك لا يصدقها، وتقرر مغادرة الكهوف والعودة إلى الشاطئ.
أخبر بون كارلايل (إيان سومرهالدر) هيرلي أن جيمس "سوير" فورد (جوش هولواي) لديه بيانات الرحلة من الطائرة، وهذا يمكن أن يساعده في إجراء الإحصاء. سوير يعطيه بشكل غير متوقع لهيرلي دون أي اعتراض. بينما يحاول تشارلي بيس (دومينيك موناغان) مساعدة كلير على العودة إلى الشاطئ، بدأت تعاني من الانقباضات. يقول تشارلي إنه يستطيع أن يلد الطفل، ولكن بعد أن اعترف بالخطأ بأنه يتعافى من إدمان المخدرات، صرخت في وجهه للحصول على جاك، مما يتركها وحيدة في الغابة. وجد تشارلي إيثان وأخبره أن كلير في حالة مخاض وأن عليه إحضار جاك. يعود تشارلي ليواجه كلير، التي تخبره بقصة الوسيط الروحي. يخمن تشارلي إلى أن الوسيط الروحي كان يعلم أن الرحلة ستتحطم، وكانت هذه طريقته في إجبار كلير على تربية الطفل بنفسها.
يعود سعيد جراح (نافين أندروز) المصاب بجروح خطيرة إلى المخيم ويخبر الآخرين عن دانييل روسو (ميرا فورلان)، وأن أشخاصًا آخرين يعيشون في الجزيرة، إلى جانب الناجين من الطائرة. لوك ينظر خلف الظلال وذراعيه مكتوفتان. يكشف هيرلي لجاك أن أحد الناجين غير مدرج في بيان الرحلة، مما يعني أن شخصًا ما كان موجودًا بالفعل في الجزيرة عندما تحطمت الطائرة. تبدأ إنقباضات كلير بالتوقف. بعد ذلك التقى إيثان مع كلير وتشارلي، الذي ينظر إليهما بشكل غريب.

## الإنتاج

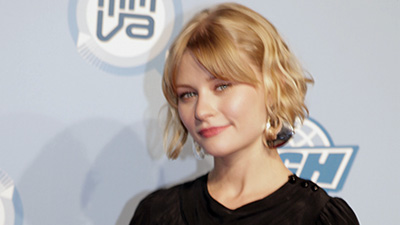
ظهرت في الحلقة كلير ليتلتون (إميلي دي رافين) في الفلاشباك للحلقة لأول مرة.

كتبت «رعاه شخص آخر» المنتجة الاستشارية لين إ. ليت.  كانت أول حلقة تعرض قصة كلير قبل وصولها إلى الجزيرة. تم تطوير قصة الحلقة في سبتمبر 2004، في الوقت الذي تم فيه عرض المسلسل لأول مرة على شاشة التلفزيون. ذكر ديمون ليندلوف، أحد مؤلفي المسلسل، أنه عندما أدركت الشبكة أن لوست سيكون شائع ومحبوب، قرأوا خطط «رعاه شخص آخر» وحذر الكتاب من تعريض نجاحها للخطر.
احتوى الموسم الأول على فلاشباك لشخصيات رئيسية لتطوير قصصهم في الماضي للمشاهدين. تم تغيير هذا النهج من أجل «رعاه شخص آخر»، حيث اقترب الكتّاب بدلاً من ذلك من ذكريات كلير كطريقة للكشف عن ميثولوجيا الجزيرة. وفقًا لـ ليندلوف، «أصبحت الشبكة عصبية حقًا، لأن ذلك كان بمثابة غوص عميق في علم الأساطير» 
عملت ماريتا جرابياك، مخرجة الحلقة، مع المؤلف المشارك للوست ج.ج. أبرامز في المسلسل التلفزيوني إيلياس. التقت به لمناقشة نغمة الحلقة، كما تحدثوا بانتظام عبر الهاتف بمجرد بدء التصوير. وأوضحت، «لقد شارك في كل جانب من جوانب المخطط التفصيلي، المسودة الأولى، والمسودة الثانية، مجرد مكالمات هاتفية مستمرة ذهابًا وإيابًا لأن التحدي في ذلك العرض كان في الأساس تحديد الجدول الزمني.» 
إميلي دي رافين، ممثلة أسترالية، خضعت في الأصل لتجربة أداء لدور شانون، وهي تتحدث بلكنة أمريكية. وبدلاً من ذلك، عرضوا عليها دور كلير؛ وافقت دون قراءة النص، على افتراض أنه سيكون مجرد دور متكرر.  بينما لم تكن دي رافين حاملاً أبدًا من قبل، تمكنت من التعرف على التجربة من شقيقتيها الأكبر سناً.  وجدت ظروف الطقس الحار في هاواي صعبة، وقالت لاحقًا «من نواحٍ عديدة، فإن التصوير يشبه الدراما في الواقع. أنت تتحمل أسوأ طقس في الغابة المطيرة ... أنت معرض حقًا للعوامل الجوية.»  اعترفت الممثلة بأنها «إرتعبت» بفرضية «رعاه شخص آخر»، حيث يخدع وسيط روحي كلير بإرسالها إلى الجزيرة لتربية طفلها. 

## ما بعد البث
بثت «رعاه شخص آخر» لأول مرة في 1 ديسمبر 2004 في الولايات المتحدة.  يقدر بنحو 17.15 مليون مشاهد شاهد الحلقة على الهواء مباشرة،  مما يعني أنها انتهت في المركز الأول في تلك الليلة وفي المركز العاشر للأسبوع بين جميع الشبكات الأمريكية الكبرى. من بين المشاهدين الذين تتراوح أعمارهم بين 18 و 49 عامًا، حصلت الحلقة على تصنيف 5.9/16 مما يجعلها الحلقة الحادية عشر الأعلى في الأسبوع بين تلك الفئة العمرية.
بمكتوب لـ الترفيه الإسبوعية، وصفتها ويتني باستوريك بأنها «حلقة محترمة أصبحت أفضل بكثير خلال اللحظات الأخيرة المروعة.»  كتب كريس كارابوت من IGN في عام 2008 أنه على الرغم من أن الحلقة لم تكن الأفضل في الموسم الأول، إلا أنها «جديرة بالملاحظة لكشفها الذي لا يُنسى عن أول آخر في العرض.» وامتدح ذروة الحلقة المشوقة، حيث ظهر إعلان إيثان جنبًا إلى جنب مع سعيد وهيرلي وحذرهم من أنهم ليسوا وحدهم. واعتبر أداء دي رافين من المعالم البارزة الأخرى. أشاد كاتب العمود في Zap2it، رايان ماكجي، الذي كتب أيضًا في عام 2008، بالحلقة «النجمية» لإظهارها أول خصم حقيقي للمسلسل. شعر ماكجي أن الكشف عن إيثان ساعد لوست على التحول «بحدة في إدخال تهديد بشري على الجزيرة للناجين.» وخلص إلى أنها كانت من بين أفضل خمس حلقات للموسم الأول.
إميلي فانديرويرف من لوس انجليس تايمز صنفت الحلقة كرقم 58 من جميع حلقات لوست (بغض النظر عن الحلقة الأخيرة) وعلقت إيجابا «الفلاش باك مخيف بشكل جيد بالنسبة للوسيط الروحي الذي كان سببا أيضا في ركوبها على تلك الطائرة إلى لوس أنجلوس»  في إعادة مشاهدة الحلقة في عام 2014، صرح مايلز ماكنوت أن «الإنفرادي» و «رعاه شخص آخر» بدت وكأنها «أول ما يحدث في لوست باعتباره لغزًا متسلسلًا»، لأن قصة كلير هي الأولى التي تكشف عن رحلة شخصية متجهة إلى الجزيرة على شكل فلاشباك. في عام 2014، صنفها كاتب العمود في قناة MTV جوش ويجلر على أنها الحلقة 76 الأفضل في لوست، مشيرة إلى أن «الكشف الختامي للحلقة لإيثان روم هو أحد أكثر اللحظات برودة في وقت مبكر من لوست.» 